# Gotthard Heinrici
Gotthard Fedor August Heinrici (25. prosince 1886, Gumbinnen – 13. prosince 1971, Waiblingen, Německo) byl německý generál ve druhé světové válce.

## Osobní život
Narodil se ve Východním Prusku. Jeho bratrancem byl Gerd von Rundstedt, jeho manželka Gertruda Heinrici byla poloviční Židovka a rodina dostala od Adolfa Hitlera takzvané prohlášení o německé krvi (Deutschblütigkeitserklärung). Měli spolu dvě děti, chlapce a děvče. Byl hluboce věřící, pravidelně chodil do kostela. V důsledku svého náboženského založení byl v nacistické hierarchii nepopulární.

## Vojenská kariéra
Jeho předkové sloužili v armádě už od 12. století, jemu bylo souzeno, aby následoval tuto rodinnou tradici vstupem do armády, ve věku 19 let. Od roku 1905 sloužil u 95. pěšího pluku. Zažil boje v první světové válce na západní frontě a získal několik vyznamenání, Železný kříž první a druhé třídy a černou medaili za zranění. Zúčastnil se bojů o Tannenberg.

## Druhá světová válka
V řadách Wehrmachtu si vybudoval reputaci nejlepšího defenzivního generála. Proto jej jeho vojáci nazývali tzv. „Unser Giftzwerg“. V době bleskové války ve Francii velel 12. armádnímu sboru a podařilo se mu dne 14. června, 1940 prorazit si cestu přes Maginotovu linii.
V době operace Barbarossa v roce 1941 velel XXXXIII. sboru u 2. tankové skupiny, takže podléhal velení Heinze Guderiana. Za své zásluhy obdržel Rytířský kříž. Dne 26. února 1942 byl převelen k 4. armádě. V rámci ní před Moskvou asi 10 týdnů udržoval celistvost obranné linie, přičemž vzdoroval početně podstatně silnějšímu protivníkovi.
Už v té době se stal známým díky své defenzivní taktice. Jeho typickým manévrem bylo stáhnutí vlastní přední linie těsně před začátkem sovětské dělostřelecké přípravy. Takže bombardování vlastně zasáhlo prázdné pozice.
Počátkem roku 1943 byl odvolán z funkce v důsledku neuposlechnutí rozkazu na zapálení Smolenska před ústupem z oblasti. Jako oficiální důvod však bylo uvedeno zhoršení jeho zdravotního stavu, v důsledku starších zranění z první světové války. Smolensk Němci v době svého ústupu i tak podpálili.
V létě 1944 byl pověřen velením 1. tankové armády (skládající se z XI. a XXIV. tankového sboru) a 1. maďarské královské armády (skládající se z 3., 6. a 7. divize a XXXXIX. horského sboru). Tyto jednotky čelily sovětským vojskům na východním Slovensku a v Maďarsku, přičemž osm měsíců vedly obranné boje při Karpatsko-dukelské a Východokarpatské operaci. Částečně zasáhly i proti Slovenskému národnímu povstání ve směru Poprad - Telgárt. Za tuto činnost a hlavně za řízení ústupu přes Karpaty až do Slezska byly Heinricimu uděleny 3. března 1945 k Rytířskému kříži i Meče a Dubové listy.
Dne 20. března 1945 přebral od Heinricha Himmlera velení skupiny armád Visla. V té době byla východní fronta přibližně 50 km od Berlína. Byly mu přiděleny dvě armády - 3. tanková armáda pod vedením Hasso von Manteuffela a 9. armáda Theodora Busseho. V tomto období však už nijak nemohl zabránit ani zastavit průnik sovětských vojsk přes Odru, který začal 16. dubna 1945 a byl fakticky počátkem bitvy o Berlín. 29. dubna byl opět a naposledy propuštěn z funkce poté, co nařídil svým jednotkám ustoupit. V průběhu následujícího měsíce byl zajat britskými vojsky. Do 19. května 1948 se nacházel v zajateckém táboře v USA.

## Poválečné období
Po propuštění ze zajetí se věnoval psaní memoárů a literatury faktu.
Česky vyšla kniha Zrození bitvy, kterou napsal společně s Wilhelmem Hauckem, v níž rozebírá bitvu u Kurska.

## Vyznamenání
- Železný kříž, II. třída (27.09.1914)
- Železný kříž, I. třída (24.07.1915)
- Železný kříž, spona k Železnému kříži 1914, II. třídy (13.05.1940)
- Železný kříž, spona k Železnému kříži 1914, I. třídy (16.06.1940)
- Rytířský kříž Železného kříže (18.09.1941)
- Rytířský kříž Železného kříže, s dubovou ratolestí, 333. držitel (24.11.1943)
- Rytířský kříž Železného kříže, s dubovou ratolestí a meči, 136. držitel (03.03.1945)